# Ван Калкер, Эдвин
Эдвин ван Калкер (нидерл. Edwin van Calker, 14 июня 1979, Гассельтернейвеенсемонд, Дренте) — голландский бобслеист, пилот, выступающий за сборную Нидерландов с 2001 года. Участник двух зимних Олимпийских игр, неоднократный победитель национального первенства, различных этапов Кубка мира и Европы. Начинал спортивную карьеру в качестве легкоатлета, но потом перешёл в бобслей.

## Биография
Эдвин ван Калкер родился 14 июня 1979 года в городе Гассельтернейвеенсемонд, провинция Дренте. С раннего детства увлекался спортом, играл в теннис, занимался гимнастикой, но в конечном счёте сделал выбор в пользу лёгкой атлетики, стал бегать на спринтерские дистанции (его личный рекорд на 100 м — 10,67 секунды). Выступал с попеременным успехом, но к 2001 году понял, что не сможет добиться здесь выдающихся результатов, поэтому решил переквалифицироваться в бобслеиста, прошёл отбор в национальную сборную, присоединившись к команде Голландии в качестве пилота. Первое время тренировался под присмотром старшего брата Арнольда, опытного разгоняющего, который в 2002 году даже пробился на Олимпийские игры в Солт-Лейк-Сити.
В 2004 году Эдвин дебютировал в Кубке мира на трассе в немецком Винтерберге, дебют получился не очень удачным — лишь двадцать шестое место в двойках. Зато уже на следующем этапе, проходившем на трассе Альтенберга, их двухместный экипаж был восьмым. В течение нескольких последующих лет его результаты оставляли желать лучшего, спортсмен далеко не всегда попадал в двадцатку сильнейших, а медали, если и выигрывал, то только на менее престижном Кубке Европы. На чемпионате мира 2007 года в швейцарском Санкт-Морице показал двадцать первое время, постепенно его показатели пошли вверх. Наиболее успешным для ван Калкера оказался сезон 2008/09, когда на этапах Кубка мира со своей четвёркой он дважды попадал в число призёров и в итоге занял в общем зачёте рекордную для себя девятую строку.
Благодаря череде успешных выступлений ван Калкер удостоился права защищать честь страны на Олимпийских играх 2010 года в Ванкувере, где вместе с разгоняющим Сибреном Янсмой финишировал четырнадцатым в программе двоек. Также был заявлен на соревнования четвёрок, но после крушения во время тренировки и неудач многих именитых спортсменов потерял уверенность в себе, решив отказаться от заездов. После завершения Олимпиады продолжил выступать на самом высоком уровне, принимая участие в крупнейших соревнованиях. На чемпионате мира 2011 года в немецком Кёнигсзее был восемнадцатым среди двоек и шестнадцатым среди четвёрок, год спустя на мировом первенстве американском Лейк-Плейсиде существенно прибавил, на четырёхместном экипаже добрался до финиша одиннадцатым, тогда как на двухместном немного не дотянул до бронзовой медали, приехав четвёртым.
В 2014 году ван Калкер побывал на Олимпийских играх в Сочи, где занял девятнадцатое место в программе двухместных экипажей и одиннадцатое в программе четырёхместных.